# التجارة في مصر القديمة

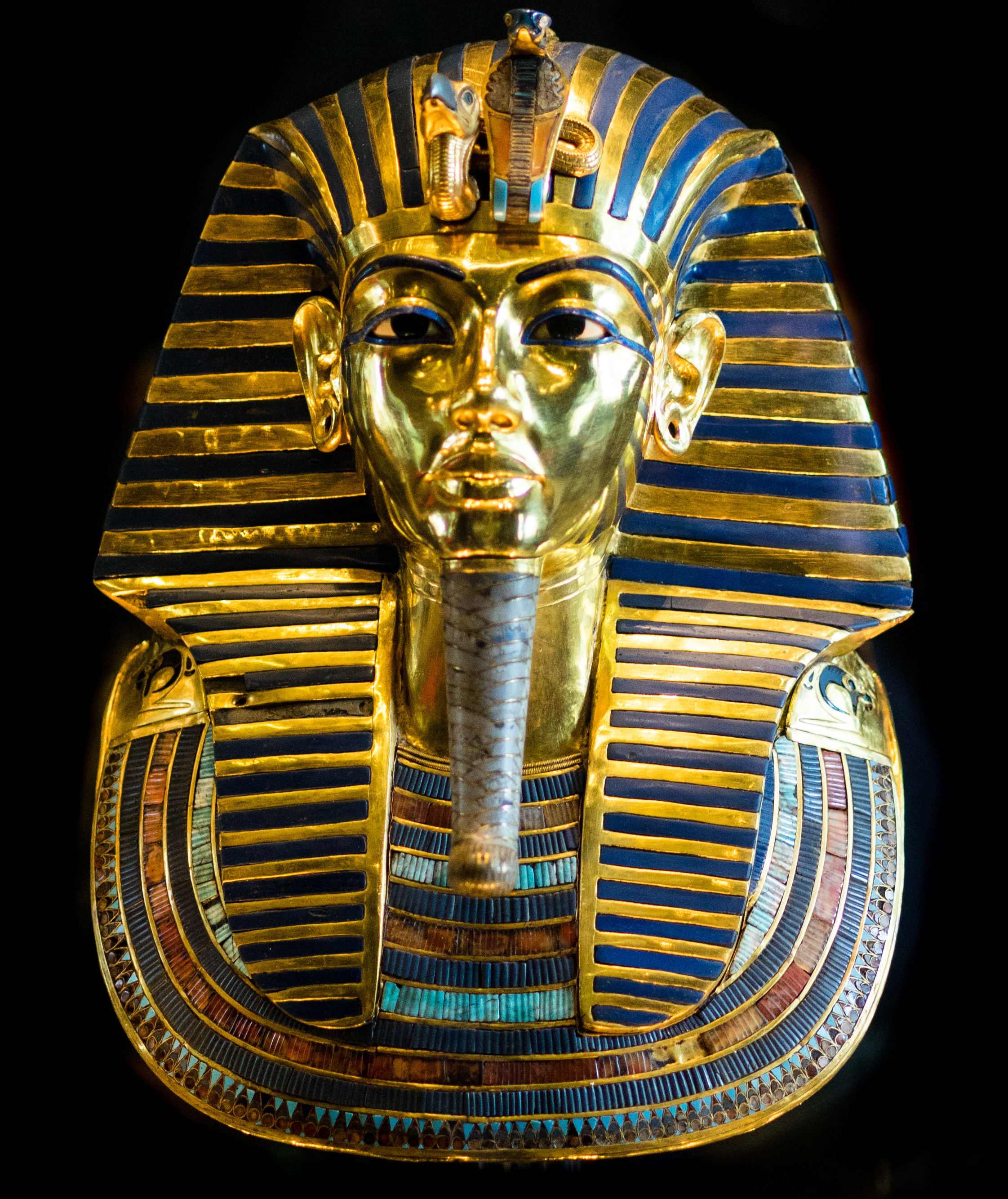

تعامل المصريون القدماء بالتجارة مع الدول الخارجية المجاورة للحصول على السلع الغريبة النادرة التي لا توجد في مصر. وبدأت التجارة مع النوبة في عصر ما قبل الأسر، لجلب على الذهب والبخور. أقاموا أيضا نشاطاً تجارياً مع فلسطين، حيث اتضح من نمط أباريق الزيت الفلسطينية التي وجدت في قبور فراعنة الأسرة الأولى . واستمرت مستعمرة مصرية في جنوب كنعان حتى قبل الاسرة الأولى بقليل.وقام الملك نارمر بتصدير الفخار المصري المنتج في كنعان إلى مصر.
و مع بداية حكم الأسرة الثانية، تاجر المصريين جبيل وأصبحت مصدراً حيوياً لنوعية الأخشاب غير الموجودة في مصر. وبعد تولي الأسرة الخامسة الحكم، وفرت بلاد بنط للمصرين الذهب، والراتنجات المعطرة وخشب الأينوس والعاج، وبعض الحيوانات البرية مثل القردة والرباح. واعتمدت مصر في القصدير على الأناضول، حيث وردت لهم كميات كبيرة من القصدير وامدادات ضرورية من النحاس، اللذان يعتبران ضرورياً لصنع البرونز. وقد اهتم المصريون بحجر اللازورد الأزرق وقدروا قيمته، غير انه تطلب الحصول عليه جلبه من أفغانستان البعيدة. وشملت قائمة شركاء المصريين في البحر الأبيض المتوسط اليونان وكريت، اللذان قدما سلع وإمدادات كان أهمها زيت الزيتون. وفي مقابل الواردات الفاخرة والمواد الخام التي استوردتها مصر، صدرت مصر بشكل رئيسي الحبوب، والذهب، والكتان، وورق البردى، إضافة إلى السلع تامة الصنع، متضمنتاً المواد المصنوعة من الحجارة والزجاج.